# Schachbundesliga 2018/19 (Österreich, Frauen)
Die Saison 2018/19 war die achte Spielzeit der österreichischen Frauenbundesliga im Schach.
Die elf teilnehmenden Mannschaften trugen ein siebenrundiges Turnier im Schweizer System aus, wobei allerdings SC Extraherb WS nach der dritten Runde vom Turnier zurücktrat. Meister wurde ASVÖ Pamhagen, während sich Titelverteidiger, die Spielgemeinschaft Mayrhofen/SK Zell/Zillertal mit dem fünften Platz begnügen musste.
Zu den gemeldeten Mannschaftskadern der teilnehmenden Vereine siehe Mannschaftskader der österreichischen 1. Bundesliga im Schach 2018/19 (Frauen).

## Tabelle
| Pl. | Verein                                | Sp | G | U | V | MP    | Brett-P.  |
| --- | ------------------------------------- | -- | - | - | - | ----- | --------- |
| 01. | ASVÖ Pamhagen                         | 7  | 6 | 1 | 0 | 13:01 | 21,0:07,0 |
| 02. | Schach ohne Grenzen                   | 7  | 4 | 2 | 1 | 10:04 | 15,5:12,5 |
| 03. | SV „Monatsblatt“ St. Veit an der Glan | 7  | 4 | 1 | 2 | 09:05 | 20,0:08,0 |
| 04. | SK Advisory Invest Baden              | 7  | 3 | 2 | 2 | 08:06 | 18,0:10,0 |
| 05. | Mayrhofen/SK Zell/Zillertal (M)       | 7  | 2 | 3 | 2 | 07:07 | 15,5:12,5 |
| 06. | ASVÖ Wulkaprodersdorf                 | 7  | 3 | 1 | 3 | 07:07 | 14,0:14,0 |
| 07. | SV Chesshero Rapid Feffernitz         | 7  | 3 | 1 | 3 | 07:07 | 12,0:16,0 |
| 08. | SK DolomitenBank Lienz                | 7  | 2 | 2 | 3 | 06:08 | 12,5:15,5 |
| 09. | SG Steyr                              | 7  | 1 | 3 | 3 | 05:09 | 11,5:16,5 |
| 10. | SK Dornbirn                           | 7  | 1 | 0 | 6 | 02:12 | 08,0:20,0 |
| 11. | SC Extraherb WS                       | 3  | 1 | 0 | 2 | 02:04 | 04,0:08,0 |

Entscheidungen:
|     | Österreichischer Frauen-Meister: ASVÖ Pamhagen |
| (M) | Meister der letzten Saison                     |

## Spieltermine und -orte
| Runde | Datum      | Beginnzeit | Spielort               |
| ----- | ---------- | ---------- | ---------------------- |
| 01    | 17.11.2018 | 14:00 Uhr  | Sankt Veit an der Glan |
| 02    | 18.11.2018 | 10:00 Uhr  | Sankt Veit an der Glan |
| 03    | 18.01.2019 | 15:00 Uhr  | Sankt Veit an der Glan |
| 04    | 19.01.2019 | 14:00 Uhr  | Sankt Veit an der Glan |
| 05    | 20.01.2019 | 10:00 Uhr  | Sankt Veit an der Glan |
| 06    | 30.03.2019 | 15:00 Uhr  | Jenbach                |
| 07    | 31.03.2019 | 10:00 Uhr  | Jenbach                |

## Fortschrittstabelle
| Platz | Mannschaft                     | Kürzel | 1      | 2      | 3     | 4      | 5     | 6      | 7      |
| ----- | ------------------------------ | ------ | ------ | ------ | ----- | ------ | ----- | ------ | ------ |
| 1     | ASVÖ Pamhagen                  | PAM    | STV 3  | MAY 3½ | SOG 2 | BAD 2½ | WUL 3 | STE 4  | LIE 3  |
| 2     | Schach ohne Grenzen            | SOG    | LIE 2½ | WUL 2½ | PAM 2 | STV 2½ | BAD 2 | MAY 2½ | FEF 1½ |
| 3     | SV „Monatsblatt“ St. Veit/Glan | STV    | PAM 1  | FEF 4  | EXT 4 | SOG 1½ | STE 2 | DOR 4  | WUL 3½ |
| 4     | SK Advisory Invest Baden       | BAD    | EXT 4  | DOR 4  | MAY 2 | PAM 1½ | SOG 2 | WUL 1½ | STE 3  |
| 5     | Mayrhofen/Zell/Zillertal       | MAY    | FEF 4  | PAM ½  | BAD 2 | STE 2  | LIE 2 | SOG 1½ | DOR 3½ |
| 6     | ASVÖ Wulkaprodersdorf          | WUL    | STE 2  | SOG 1½ | LIE 3 | FEF 3½ | PAM 1 | BAD 2½ | STV ½  |
| 7     | SV Chesshero Rapid Feffernitz  | FEF    | MAY 0  | STV 0  | 4     | WUL ½  | DOR 3 | LIE 2  | SOG 2½ |
| 8     | SK Dolomitenbank Lienz         | LIE    | SOG 1½ | STE 2½ | WUL 1 | DOR 2½ | MAY 2 | FEF 2  | PAM 1  |
| 9     | SG Steyr                       | STE    | WUL 2  | LIE 1½ | DOR 3 | MAY 2  | STV 2 | PAM 0  | BAD 1  |
| 10    | SK Dornbirn                    | DOR    | 4      | BAD 0  | STE 1 | LIE 1½ | FEF 1 | STV 0  | MAY ½  |
| 11    | SC Extraherb WS                | EXT    | BAD 0  | 4      | STV 0 |        |       |        |        |

Anmerkungen:
- Extraherb WS verlor den Wettkampf gegen St. Veit in der dritten Runde kampflos.
- In den ersten drei Runden erhielten Dornbirn, Extraherb WS und Feffernitz das Freilos, dafür wurden ihnen je zwei Mannschaftspunkte und vier Brettpunkte zugeteilt.

## Die Meistermannschaft
| 1.            | ASVÖ Pamhagen |
| Schachfiguren | Sarah Hoolt, Regina Theissl-Pokorná, Joanna Worek, Barbara Teuschler, Daiva Batytė, Jutta Borek, Helene Mira, Maria Horvath, Renata Kosc. |